# Theridion dilucidum
Theridion dilucidum är en spindelart som beskrevs av Simon 1897. Theridion dilucidum ingår i släktet Theridion och familjen klotspindlar. Inga underarter finns listade i Catalogue of Life.